# Aérospatiale-Matra
Aérospatiale-Matra byl francouzský výrobce letadel a řízených střel vzniklý v roce 1999 sloučením společností Aérospatiale a Matra Haute Technologie. Existence společnosti nebyla dlouhá, již 10. července 2000 se sloučila s německou společností DASA a španělskou CASA do EADS.

## Aérospatiale-Matra Missiles
Matra v roce 1996 s britskou British Aerospace Dynamics založila pro výrobu řízených střel společný podnik Matra BAe Dynamics, ale ponechala si na tomto poli i vlastní dceřinou společnost Matra Missiles. Z té se v roce 1999 stala Aérospatiale Matra Missiles (AMM) a posléze EADS Aérospatiale Matra Missiles, předtím než se stala součástí MBDA.